# Casa Marina Hotel
El Hotel Casa Marina es un hotel histórico en Jacksonville Beach, Florida. Está ubicado en 12 Sixth Avenue, North. El 2 de septiembre de 1993, se agregó al Registro Nacional de Lugares Históricos de Estados Unidos. El National Trust for Historic Preservation  aceptó  como parte de los Hoteles Históricos de América.